# Bal Gangadhar Kher

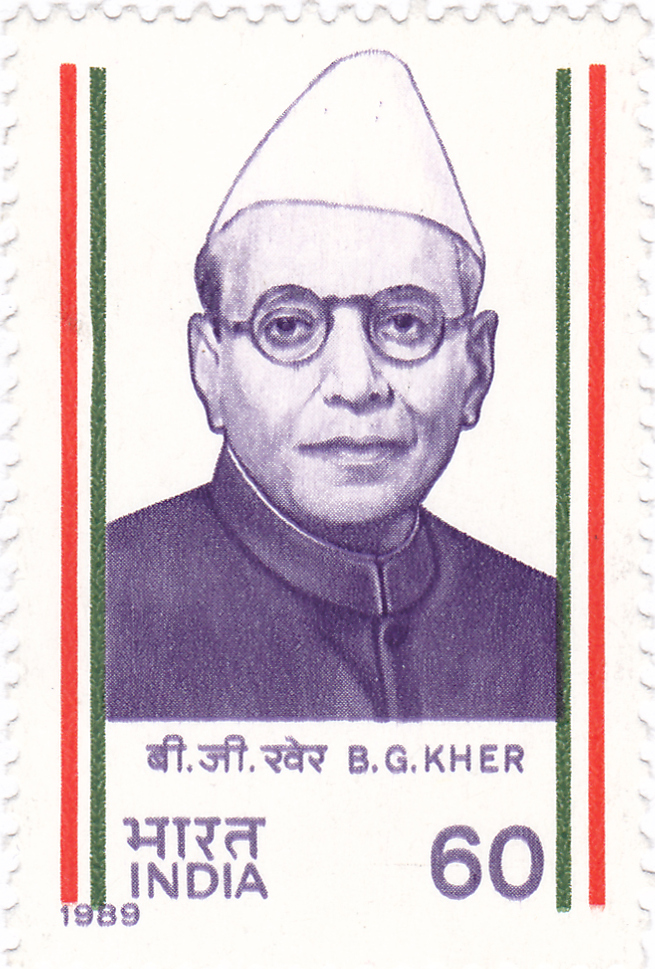
Bal Gangadhar Kher auf einer Briefmarke (1989)

Bal Gangadhar Kher (Marathi बाळ गंगाधर खेर; * 24. August 1888 im Distrikt Ratnagiri, Britisch-Indien; † 8. März 1957 in Poona, Bombay) war ein indischer Politiker des Indischen Nationalkongresses (INC), der unter anderem zwischen 1947 und 1952 Chief Minister von Bombay, 1952 Mitglied der Rajya Sabha und von 1952 bis 1954 sowohl Hochkommissar im Vereinigten Königreich als auch Botschafter in Irland war.

## Leben
Kher, Sohn des aus einer Familie der Mittelschicht stammenden Gangadhar Shankar Kher, wuchs im Fürstenstaat Jamkhandi auf und absolvierte mit Unterstützung durch Gopal Krishna Gokhale die New English School in Poona (Pune). Danach begann er ein grundständiges Studium am Wilson College in Bombay, das er 1908 mit einem Bachelor of Arts (B.A.) mit Auszeichnung abschloss. Ein postgraduales Studium der Rechtswissenschaften beendete er mit einem Bachelor of Laws (LL.B.) und war danach als Rechtsanwalt tätig.
1937 wurde Kher zum Mitglied der Legislativversammlung der Präsidentschaft Bombay gewählt und gehörte dieser zunächst bis 1947 an. Während dieser Zeit war er zwischen 1937 und 1939 auch Chefminister der Präsidentschaft. Am 30. März 1946 wurde er abermals Chefminister der Präsidentschaft Bombay sowie nach der Unabhängigkeit Indiens vom Vereinigten Königreich am 15. August 1947 erster  Chief Minister des aus der Präsidentschaft Bombay hervorgegangenen Bundesstaates Bombay. Diesen Posten bekleidete er bis zum 20. April 1952 und wurde am darauf folgenden Tag durch Morarji Desai abgelöst. Zugleich war er zwischen 1946 und 1950 Mitglied der Verfassunggebenden Versammlung (Constituent Assembly of India). Während dieser Zeit gehörte er ferner von 1947 bis 1952 der Legislativversammlung des Bundesstaates Bombay an. Zeitweilig war er auch Vizepräsident des Indischen Nationalkongresses (INC) dieses Bundesstaates und war Initiator der Gründung der University of Poona am 10. Juni 1948.
Am 3. April 1952 wurde Kher Mitglied der Rajya Sabha, des Oberhauses des Indischen Parlaments, gehörte diesem aber nur drei Monate lang bis zum 14. Juli 1952 an. Im Anschluss wurde er 1952 Nachfolger von V. K. Krishna Menon als Hochkommissar im Vereinigten Königreich sowie als Botschafter in Irland. Diese diplomatischen Posten hatte er bis 1954 inne und wurde im Anschluss durch Vijaya Lakshmi Pandit abgelöst, der jüngeren Schwester des damaligen Premierminister Indiens Jawaharlal Nehru. 1954 gehörte er zu den ersten Persönlichkeiten, denen der Padma Vibhushan verliehen wurde, nach dem Bharat Ratna der zweithöchste indische zivile Verdienstorden. 
Aus seiner Ehe mit Dwarka Nigudkar gingen fünf Söhne hervor. Anlässlich seines 100. Geburtstages gab die indische Post eine Briefmarke mit einem Nennwert von 60 Paise heraus.